# Уотсон, Хелен
Хе́лен Уо́тсон (англ. Helen Watson) — шотландская кёрлингистка.
В составе женской команды Шотландии участник чемпионата мира 1981 (заняли шестое место) и чемпионата Европы 1981 (заняли седьмое место). Чемпионка Шотландии среди женщин.
Играла на позиции первого.

## Достижения
- Чемпионат Шотландии по кёрлингу среди женщин: золото (1981).

## Команды
| Сезон   | Четвёртый  | Третий   | Второй   | Первый       | Турниры                      |
| ------- | ---------- | -------- | -------- | ------------ | ---------------------------- |
| 1980—81 | Хелен Керд | Рэй Грей | Шина Хэй | Хелен Уотсон | ЧШЖ 1981 · ЧМ 1981 (6 место) |
| 1981—82 | Хелен Керд | Рэй Грей | Шина Хэй | Хелен Уотсон | ЧЕ 1981 (7 место)            |

(скипы выделены полужирным шрифтом)